# Distretto di Novovoroncovka
Il distretto di Novovoroncovka (in ucraino Нововоронцовський район?) era un distretto (rajon) dell'Ucraina, situato nell'oblast' di Cherson. Il suo capoluogo era Novovoroncovka. È stato soppresso con la riforma amministrativa del 2020.